# 宇宙船サジタリウス
『宇宙船サジタリウス』（うちゅうせんサジタリウス）は、1986年1月10日から1987年10月3日まで、テレビ朝日系列で毎週金曜19:30 - 20:00（JST）に全77話が放送された、日本アニメーション制作の日本のSFアニメである。イタリアの漫画家・アンドレア・ロモリ（Andrea Romoli）が描いたSF怪奇冒険漫画「アルトゥリ・モンディ」（ALTRI MONDI）を原作としている が、後述の通り独自性が強い作品となっている。1988（昭和63）年日本アニメフェスティバル・アトム賞受賞。
藤倉電線（現・フジクラ） → 住友電気工業（「住友電工」名義）の一社提供番組だった。また、提供クレジットされていないがNEC も番組内でCMを放送していた。

## 概要
零細企業で宇宙貨物輸送船のパイロットとして働く平庸な中年サラリーマン達が、様々な星で騒動に巻き込まれるストーリーを複数話完結のオムニバス形式で描いた作品である。
前述の通り、本作品には「アルトゥリ・モンディ」（ALTRI MONDI）という原作が存在しており、同社のプロデューサーである佐藤昭司が、イタリア旅行中に児童図書の見本市で同作を見かけたことが、アニメ化のきっかけとなったという。しかし、序盤冒険の展開などは原作を踏襲しているものの、かなりアニメオリジナルの展開や設定がなされている。例えば、トッピーたちの日常パートは原作には存在せず、彼らが会社員であるという設定や各々の家族の設定も、アニメ版のオリジナル設定である。1982年の段階でパイロットフィルムが完成しており、当時のアニメ雑誌にも新番組予定として紹介されていたが、実際に放送が始まるまでにはそれから4年近い歳月を必要とした。
『ドラえもん』の直後の時間帯に当たる金曜19時台後半での放送にも関わらず、獣人的なキャラデザインとは裏腹な、平庸で倹しい生活臭に満ちた中年サラリーマンたちが、家族や生活などの様々なしがらみの中で時には命を張って冒険に赴くといった、低学年層にとっては難解なストーリーも展開された。この他、絶滅危惧種に関する問題や環境問題、アメリカ・ソ連との冷戦、あるいはベルリンの壁など、当時の時節をパロディ化してテーマに織り込むという、社会派アニメとしての一面もあった。
放送開始当初はそれほど注目されておらず、2クール程度の予定でスタートしたが、後に最高視聴率は19%を突破。最終的に1年9ヶ月近くもの間放送されることになり、1987年10月以降も放送期間の延長と、タケカワユキヒデ作曲による新主題歌の使用が予定されていた。しかし、同年秋の改編に際し平日の19時台後半に『ニュースシャトル』（19:20 - 20:00）が編成されることが決定、これに伴って放送枠が消滅したため、本作品も放送終了の運びとなった。
放送終了が決定した後になって、石原裕次郎死去の特番（1987年7月17日放送）で放送が1週飛んでしまったため、最終話となる第77話は第76話の翌日である10月3日（土）の19:30 - 20:00に振り替える形で放送された。朝日放送など、同時間帯に別番組を編成していた一部の局は、別の時間帯に振り替えて放送された。

### 原作者について
原作者のアンドレア・ロモリは、当時フィレンツェ市内の大手光学機器メーカーで光学機器の設計技師として働く傍ら、漫画家・イラストレーターとして活動していた。同社はNASAやESAなどの仕事も請けており、ロモリは土星探査船カッシーニの光学機器の設計などに携わった。同社を定年まで勤めあげた後、自身の光学設計事務所を設立。研究者として働く傍ら、イラスト・漫画の執筆も継続している。
番組終了から実に約31年8ヶ月後となる2019年6月には、原作者のアンドレア・ロモリがTwitterアカウントを開設、本人の直筆による本作品（並びに原作「アルトゥリ・モンディ」）関連のイラストなども、同アカウントにて投稿されるようになった。またイタリアでの新型コロナウイルス流行が深刻化した2020年3月15日には、Twitter上において「"地獄のトンネル”をできるだけ早く抜け出せるよう、願いを込めたイラストを投稿します。」と題し、「#イタリア から #宇宙船サジタリウス でつながる日本の友人達へ、あなた方の愛情にありがとう。」とのメッセージを、イラストとともに発信した。

## あらすじ
トッピーとラナは宇宙輸送の零細企業・宇宙便利舎のサラリーマンで中古貨物宇宙船サジタリウス号のパイロット。月面基地のトイレ修理の仕事を終え、ひと月ぶりで地球に戻ると、社長から次の仕事を言い渡された。依頼主は宇宙考古学研究所の研究員のジラフ。危険なベガ第3星に、調査のために単身で旅立った研究所の先輩で恋人のアン教授を連れ戻して欲しいという内容だ。トッピーとラナは家族との再会もつかの間、休む暇もなくジラフと共にサジタリウス号で一路ベガ第3星に向かう。ベガ第3星では不思議な異星人にして吟遊詩人のシビップを仲間に加え、スリルと笑いと涙に満ちあふれた冒険記が始まる。

## 登場人物
本作品のキャラクターデザインは、地球人であっても現実の地球人とはかなりかけ離れており、擬人化された動物にも似たかなり独特なものとなっている。このキャラクターデザインについては「我々ホモ・サピエンスが未来の環境汚染により獣人のような防護スーツをまとっていて、便所掃除の仕事は移住先の惑星探しかも？」という横田監督による冗談話が当時のアニメ雑誌に掲載された。劇中やエピソードの合間に数ヶ月単位で時間が経過することがあり、年齢は一定しない。
原作者のアンドレア・ロモリによれば、トッピー、ジラフ、ラナは叔母からプレゼントされた手作りのぬいぐるみがモデルである。

### サジタリウス号のクルー
トッピー
声 - 島田敏（次回予告ナレーションも兼任）
サジタリウス号の隊長でメインパイロット。犬をモチーフにしたデザインで年齢は30代（65話では32歳であることを自ら述べている）で妻のピートと、第1話で産まれた娘のリブがいる。
正義感と責任感が強い性格でサジタリウス号のリーダーとして皆をまとめる。4話ではラナの閉所恐怖症が原因で野宿をする結果になったことを責めたジラフを諭している。やや理想主義的な性格で、現実的かつ利己主義な考えの相棒・ラナとはしばしば衝突もするが、自分が苦境に陥っても他人を見捨てることが出来ない優しさと勇敢さを持つ。
だが決してヒーロー的な存在ではなく、ベガ星編ではラナと共にジラフを捨てて地球に帰ろうとしたり、スイード編ではコピー人間への恐怖から疑心暗鬼に陥り、本物の仲間に銃を向けたこともある他、最終編では赤字解消のため保険金詐欺まがいの仕事を受けたこともある。
宇宙便利舎倒産後は、一度は生活のためにサジタリウス号を手放す決意をしたが、宇宙への夢を捨てられず自ら「新宇宙便利舎」を立ち上げ起業し社長となる。会社の経営を軌道に乗せるために奔走するも、割に合わない仕事が多くいつも赤字に苦しめられている。
生まれたばかりの我が子の名前を考え始めると他の事が目に入らなくなる。ベガ星ではこれが原因で小型機でアン教授の追跡中に操縦ミスを起こして不時着している。
DVDBOX3のブックレットに掲載された30年後のラストエピソード「地球は青かった」では、15年前にパイロットを引退。新宇宙便利舎を所属宇宙船1000機を超える大企業へと成長させており、倒産したコスモサービス社のゴリアンを部下にしているやり手社長。ルルの救助を求めるメッセージを受け、再びザザー星に赴くため仕事をかなぐり捨て、公園に寄贈したサジタリウス号に乗り込む。
地球に帰還後は社長業を引退し、パイロット養成学校の講師を勤めている。
原作者ロモリによると、名前の由来はイタリア語のTOPPARE（継ぎを当てる）。モデルとなったのがパッチワークのぬいぐるみだったため。
ラナ
声 - 緒方賢一
トッピーの相方でサジタリウス号のパイロット。カエルをモチーフにしたデザインで年齢は40代（作中で45歳の誕生日を迎える）。普段は大阪弁で喋り大好物はラザニア。トッピーとは宇宙便利舎時代からの相棒。家族は妻のナラと七人の子供。運動神経は抜群らしくバク転など軽業師のようなアクロバットが得意。4話では閉所恐怖症であることが明らかになる。
7話ではタコのような外見の宇宙人に地球語が通じないと思い込み、最年長でありながら不用意な発言をしてトッピーから窘められるという軽佻な一面を見せている。
現実主義かつ利己主義な性格で危険な場面では真っ先に逃げ出すが、その根底には自分が家族の生活を支えねばという子沢山の父親としての責任があり、決して冷血漢という訳ではない。ベガ星編では「宇宙コスモサービス」の高給に釣られて一時はトッピー達を裏切るが、苦境を見捨てられずに助けに向かうなど人情にも厚い。トッピーと共に新宇宙便利舎を立ち上げるが仕事が無い時には、生計の足しに工場の臨時雇いでライン工をしたり内職などの副業をしていることもある。家族思いであるが生活に疲れて家族を捨てようとした事もある。楽しみは家で奥さん（ナラ）の手作りラザニアを食べること。
ラストエピソード「地球は青かった」では70歳を越え、認知症を発症した上車椅子で生活しており、トッピーやジラフの事も分からなくなっていたが、再びザザー星を赴くためサジタリウス号に乗り込んだ事で認知症を克服する。
地球に帰還後は杖で自力で歩けるようになるまで回復。サジタリウス号が寄贈された公園に集まる子供たちに冒険の話を聞かせている。
原作では生物学者と設定されている。
ジラフ
声 - 塩屋翼
サジタリウス号のクルーで主に調査担当。キリン（英語でジラフ）をモチーフにしたデザインで年齢は20代。4話でラナとの口論の際に青二才と言われている。元々は宇宙考古学研究所の研究員で、先輩のアン教授を探すために宇宙便利舎に探索を依頼する。しかしベガ第3星からの帰還後は、アン教授の研究には何も協力していない無断欠勤扱いということで研究所を解雇される。無職のままアン教授と結婚すればヒモになると危惧し就職しようとするも、他にあてが無いことからトッピーの立ち上げた新宇宙便利舎に頼み込んで再就職した。アン教授とはブリルの宝編でブリル星で結婚する。
インテリで考古学のみならず、物理学や化学、生物学など幅広い知識を持ち、それが一行の危機を救うこともある。性格は人一倍臆病で優柔不断な上に、運動音痴で体育の成績は小学2年の時の「2」が最高（ただ窮地に陥ったり本気を出した時は豹変する）。結婚後も妻のアンを「アン教授」と呼ぶことがほとんどで、呼び捨てにする事は稀。
トッピーやラナとは違い、高名な学者であるアン教授の収入があるので生活にはさほど苦しんでいる描写は無い。ただそれが逆に教授のヒモだというコンプレックスを抱く要因にもなっている。ザザー星編のルルのように女性がらみのトラブルが多い。
ラストエピソード「地球は青かった」では作家の夢をあきらめきれず10年前に新宇宙便利舎を退社したものの、作家デビューどころか何を書くべきかすら見出せず、久しぶりに会ったトッピーには処女作が出版されると嘘をついてしまう。再びザザー星に向かった事でサジタリウス号での冒険の日々が自分の書くべきことだったと気付く。
地球に帰還後は、トッピーたちの冒険をアニメ化した『宇宙船サジタリウス』の脚本家として執筆作業に没頭している。
シビップ
声 - 堀江美都子
サジタリウス号の通訳担当。サボテンに似た外見をしたベガ第3星ライララ村出身の異星人で「宇宙の吟遊詩人」。2話にてトッピーたちと合流する。愛用の琵琶を常に携帯し、弾き語りでの歌声は、「当たり前すぎて忘れがちな大切な事」を思い出させて聴く人々の心を打ち、トッピーたちの危機を何度も救っている。合流した当初は故郷の村がコスモサービスの開発のせいで苦しめられたことから生じた地球人に対する不信感から言葉が通じないフリをしていた。危険が迫るとそれを感知して毛が逆立ち目が光るという不思議な能力も備えているが、それは危険が数秒前まで迫らないと発動しない能力でもあり、シビップが感知して騒いでも手遅れになる場合がほとんどだった。植物系人類でありその緑色の体には葉緑素が含まれている。とかく個々の利益に走りがちなサジタリウス号クルーの中で、ただひとり純粋な心を持っているキャラクターといえ、仲間に人情や友情の大切さを気付かせるという場面が多い。
地球ではトッピー家に居候しており、もっぱらリブのお守が主な仕事だが、一時、仕事で大失敗をした弱みに付け込んだ奴隷商人タルソンに騙されて売り飛ばされた事がある。故郷のライララ村には家族である母のハンヨー（声 - 安達忍）と父のトンヨー（声 - 戸谷公次）がいる。口癖の「ペポ」（肯定を表す「イエス」を意味する(第13話より)）は彼女の故郷の言語に見られる特徴であり、また地球語を始め宇宙のほとんどの言語に精通していてもっぱらメンバーの通訳担当を勤める。
初期はストーリー上でも男性のように扱われていたが、58話で結婚適齢期の女性だとはっきり言及される。（原作漫画では見た目は同様だが、吟遊詩人ではなく、棍棒を持ったヤンチャな男性キャラクターである）。
ラストエピソード「地球は青かった」では30年後も昔のままの姿。ラナの車椅子を押すなどラナの介護の手伝いをしており、認知症のラナにもきちんと認識されていた。
地球に帰還後、ジラフ脚本のアニメ「宇宙船サジタリウス」に唯一本人役として出演している。

### トッピーの家族
ピート
声 - 高島雅羅
トッピーの妻。地球でトッピーの帰りを待ち、苦しい家計をやりくりしながら、娘・リブを育てる。まさに良妻賢母と言うべき女性だが、ベガ星編ではコスモサービスへの就職をためらうトッピーを遠回しに脅迫するなどしたたかな面もある。
リブ
声 - 荘真由美→渡辺久美子
トッピーとピートの間に生まれた女の子。お気に入りのオモチャはサジタリウス号の模型。名前は「生きる」を意味する英単語であり、「何をするにしたって生きていればこそ」と悟ったトッピーがこの名前に決めた。
ラストエピソード「地球は青かった」では30歳。婚約者ヨセミテとの結婚を控えている。
フェロー
声-なし
トッビーとピートの間に生まれた男の子。最終回のイメージシーンに登場。

### ラナの家族
ナラ
声 - 峰あつ子
ラナの妻。かなりの肥満体でひと月ぶりに旦那が帰宅しても、迎えにも出ずテレビで昼メロに見入っているようなグータラ女房的な面もあるが、7人の子供たちの面倒を見ながら、ラナの少ない給料を内職やパートで補い、夫の仕事を陰から支えるなど、ラナの良き理解者でもある。
トラ
声 - 坂本千夏
タラ
声 - ならはしみき
ルナ
声 - 渡辺久美子
ララ
声 - 伊倉一恵
ナナ
声 - 横田砂選
以上はラナとナラの子供達。

### その他
アン教授
声 - 岡本麻弥
宇宙考古学者にして物理学者の女性。年齢は30代。ムー大陸の存在を実証するために単身ベガ第3星に向かうなど行動派の学者である。ベガ第3星から帰還後は研究発表を行い、ムー大陸を作った謎の民族が宇宙人だったと立証され考古学会のスターになり研究科長へ昇進する。ウーマン・リブ的な強さと母性本能による優しさを兼ね備えた女性といえるが、それがもとで恋人のジラフとケンカをすることもしばしば。ジラフと結婚後も宇宙考古学者として宇宙を飛び回っている。サジタリウス号のクルーではないが準レギュラーとして出演回数も多く、サジタリウス号のメンバーの冒険に同行したり、自身の考古学調査の際には新宇宙便利舎へ機材運搬の仕事を回してくれたりもする。
ラストエピソード「地球は青かった」では市会議員を経験後、国会議員を務めている。
原作ではアン教授に相当するジャコブズ教授が登場するが、男性である。
カリン
声 - 原えりこ
ドリアン星人の少女で、父・ジョシン博士の助手であったイルザという女性を追って、単身で地球にやってくる。加速能力を持ち、頭上の葉っぱに太陽光を受けてエネルギーを溜めることで発動可能になるが、著しく体力を消耗するため生命に危険を及ぼすこともある。ドリアン星人は非常に成長が遅い種族（平均寿命は地球人の10倍もある）で、まだ子供だが年齢は113歳。口癖の「トッテン」はシビップ同様故郷の言語に見られる特徴である。第53話から第58話にかけて登場。当初はラナの家に滞在していたが、その後アンとジラフの家に居候した。最終話にもキャラ集合のイメージシーンに登場している。
社長
声 - 村松康雄
トッピー達の雇い主であった宇宙便利舎社長。作中では一貫して社長とのみよばれており、本名については言及されていない。
同社は宇宙コスモサービス社に対して莫大な負債を抱えて倒産するが、のちにゴミ処理工場の会社を作り社長に納まっている。物語終盤にも登場し、宇宙貿易会社を営んでいるかのような発言がある、根っからの実業家。便利舎時代は解雇をちらつかせて仕事を強要するなど強引なところがあったり、金銭に弱い面があるが、新宇宙便利舎を立ち上げたトッピーに仕事を依頼しようとしたり、トッピーが遠方の惑星で働いていることを知り気遣うなど、面倒見の良いところもある。

### ゲスト
ムー大陸の謎編（第1話 - 第13話）
- 船長 - 滝口順平
- ゴリアン - 西村知道
- コスモサービスA - 大塚芳忠
- メリル - 高橋美紀
- イワン - 飛田展男
- ガンレー - 銀河万丈
- ヤコペ - 矢田稔
- フル - 塩屋浩三
- カレン - 藤井佳代子
- リン - 伊藤美紀
- ガイラ - 郷里大輔
- ノリス - 沢りつお
- サリ - 渡辺菜生子
- アロッタ - 柴田秀勝
- キャット - 野島昭生
- ガル - 永井一郎
- ラ・ムー - 田中信夫
- ジールス - 林一夫

スイード編（第14話 - 第19話）
- パルバラ - 松井菜桜子
- ハル - キートン山田
- ポイド - 喜多川拓郎
- シガト - 飯塚昭三
- タルト - 田中亮一
- ベンセルム - 島津冴子

ザザー星編（第20話 - 第26話）
- ルル - 山本百合子
- 長老 - 石森達幸
- ピカソン - 塩沢兼人
- タイガ - 堀部隆一
- ピンタ - 中尾隆聖
- カリナル - 西村知道

ダイム編（第27話 - 第32話）
- トンシー博士 - 千葉耕一
- ダイム - 原えりこ
- フランケン - 銀河万丈

デルタ星編（第33話 - 第36話）
- イストリックス教授 - 川久保潔
- アミンサ - 鷹森淑乃
- コンピュータ- 仁内建之

物体Z編（第37話 - 第39話）
- モラ博士 - 山田栄子
- ケミカル - 玄田哲章
- 村人 - 石塚運昇

ブリルの宝編（第40話 - 第43話）
- パラリス - 曽我部和恭
- アンガス - 土師孝也
- マルク - 笹岡繁蔵
- クプクプ - 沢りつお
- アラリス - 高橋美紀

ルナ王女編（第44話 - 第46話）
- ルナ王女 - 滝沢久美子
- ナルガン王 - 神山卓三
- ミウ - 渡辺菜生子
- 01 - 銀河万丈
- サム - 峰恵研
- リリー - 伊倉一恵
- ペペ（07） - 田中和実

パラドン編（第47話 - 第49話）
- キキル - 飛田展男
- ビアンカ - 鶴ひろみ
- ダダフィ - 屋良有作
- ガミン大統領 - 稲葉実
- アマリア夫人 - 吉田理保子
- アッサム - 坂本千夏
- ミミ - 水谷優子

宇宙カコ編（第50話 - 第52話）
- ミーナ - 佐久間レイ
- ハバロ - 増岡弘
- スープ屋店員 - 勝生真沙子
- パラノア - 榊原良子

カリン登場編（第53話 - 第55話）
- ジョシン - 牛山茂
- イルザ - 土井美加

シビップ身売り場編（第56話 - 第58話）
- タルソン - 玄田哲章
- デリア - 神山卓三

デルダン編（第59話 - 第61話）
- マーラ - 鷹森淑乃
- カマト - 中尾隆聖
- デルダン - 郷里大輔

国境の壁編（第62話 - 第64話）
- ゴゼット - 大木民夫
- エリー - 重田千穂子
- ニコル - 塩屋浩三
- セシル - 原えりこ
- ブラント - 福田信昭

カニロボット編（第65話 - 第67話）
- リリィ - 藤田淑子
- トライ - 池水通洋
- ダイアナ - 丸山裕子
- アーサー - 堀秀行

アンドロメダの雫編（第68話 - 第70話）
- シュバル - 堀内賢雄
- 神父 - キートン山田

カメの赤ちゃん編（第71話 - 第73話）
- トニオ - 山田栄子
- ピットン - 田中真弓
- ロリア - 原えりこ
- ヘレン - 榊原良子
- 国防大臣 - 屋良有作

フェロー編（第74話 - 第77話）
- フローラ - 鷹森淑乃

## サジタリウス号
深緑色で円柱形をした垂直離着陸ロケットタイプの骨董品クラスの旧式貨物宇宙船。トッピーとラナがクルーを務める。船名のサジタリウスとは射手座のことで、同船には弓矢をモチーフとしたシンボルマークが付けられている。元々は宇宙便利舎が中古で購入したが、宇宙便利舎が倒産後は宇宙コスモサービス社の資産となり、宇宙コスモサービス社へ再就職してその後退職したトッピーとラナに対し、退職金代わりに現物で譲渡された。サジタリウス号を元手にトッピーは新宇宙便利舎を起業することになる。
船体は前部の居住部と後部の貨物・推進部で構成されている。大気圏内での航行や高速巡航時には一体となっているが、通常航行時は両区間の通路部を伸張して分離可能な構造になっている。通常航行時にはこの伸張した通路部を囲むような形で予備燃料タンクを装着することも可能。高速巡航時には、メインエンジン噴射口に通常時は折り畳まれて収納されているパラボラアンテナ状の大型ノズルが展開され、通常は居住部から張り出して有視界航行が可能になっているコクピット部を内部に引き込み収納する運用も可能である。
居住部は切り離し可能で、単体で大気圏内での航行能力を持ち、宇宙港などの施設がない星へ着陸するための着陸船として運用可能だが、それが描写されたのは第2話でベガ第3星に着陸した時のみで、以後劇中で描かれる事はなかった（EDでは居住部のみで水上船のように海上を「航海」している）。尚、通常着陸は両区間を折りたたんだ一体型となり大気圏内で着陸寸前に垂直になり着陸する。が、作中ではむしろ通常着陸よりもトラブルに巻き込まれて飛行状態のまま不時着するシーンの方が多い。
居住部内部にはコクピット下部に3機の船外作業用ポッド格納庫およびポッド用ハッチ3基、一人乗り小型飛行機「ジュニア」が格納されるハンガーとハッチが存在する。ポッドは終盤に至るまで船外作業のシーン等に登場するが、飛行機は第2話でトッピーが搭乗中に墜落して以降、登場しない。
大気圏突入時に船内を冷却する機構が現在では機能不全になっており、「指令エックス」と称してクルーが着衣を脱いで、突入時に発生する高熱をしのぐというシーンが何回か登場した（後に修理されたのかこのシーンは無くなった）。また故障も多く、操縦レバーが折れたり、燃料漏れを起こすといったトラブルは当たり前で、メインエンジンが故障して操縦不能になり、これで事件に巻き込まれるという展開は例に事欠かない。
なお旧式でこそあるが、船体そのものは相当頑丈で、不時着や胴体着陸をしようが、現地の軍隊に攻撃されようが、応急修理ですむ程度の損傷しか受けていない。

## ストーリー詳細
各編の名称は『宇宙船サジタリウスDVD-BOX(1)』のブックレットに表記されているファンサイト由来のものである。

### 第1篇・ムー大陸の謎編
第1話 - 第13話の全13話。
月面基地でのトイレの修理を終えたトッピーとラナは、久しぶりに地球へ帰還するが、家族との再会に浸る間も無く宇宙便利舎社長から呼び出される。依頼者は宇宙考古学研究所の研究員ジラフ。彼の先輩であるアン教授が、ムー大陸の謎を追うため危険を顧みず未開の惑星ベガ第3星へ単身旅立つのを連れ戻して欲しいと言う。困惑するトッピーとラナだが、渋々ベガ第3星へ飛び立った。惑星到着後、アン教授に追い付くもサジタリウス号の不調により見失ってしまう。3人は近くの村へ向かうが、そこで翻訳機の不調により村の礼儀に反することをしてしまったため3人は捕まり、死刑に処されることに。あわや殺されるところを救ったのは、吟遊詩人シビップの歌だった。シビップを仲間に加え、一行のアン教授を探すベガ第3星の旅が始まった。

### 第2篇・スイード編
第14話 - 第19話の全6話。
ベガ第3星から地球への帰還の途中、サジタリウス号が故障し、冥王星に緊急着陸。学会の発表で地球へ急ぐアン教授、ジラフと別れる。一方サジタリウス号の修理費用が払えず困っていたトッピー達。そこに、妙な2人の異星人が現れ修理費用を全額支払ってくれる。代償に彼らから仕事の依頼を受けたトッピー達は「マグロック星」へ向かう。途中、突然攻撃を受けるがなんとか到着。マグロック星国王の話によれば隣星カレムスの国王シガトと将軍タルトに率いられた軍によって大飢饉が起こり、戦争になって壊滅的な打撃を受けてしまったという。そこで、滅亡を回避するために惑星ベンセレムにある最終兵器スイードをとって来て欲しいと依頼される。初めは拒否をしたトッピー達であったが、王女パルバラ姫によって心を動かされ、姫を乗せ惑星ベンセレムへ向けて飛び立った。その途中、学術調査でベンセレムへ向かっていたアン教授、ジラフと合流。一行はタルト率いるカレムス軍をかわしながら、スイードを探す。

### 第3篇・ザザー星編
第20話 - 第26話の全7話。
惑星ベンセレムから地球へ帰還した一行は、それぞれの家路につく。リブとの対面を果たすトッピー、ラザニアに舌鼓を打つラナ。だが、彼らはもはや失業者だった。困り果てたトッピーは、サジタリウス号で新会社「新宇宙便利舎」を旗揚げする。研究所を解雇されたジラフも参加するが、ラナはナラの言いつけにより工場の組み立て労働をする事に。しかしラナの子供達によって自分がしたい事に気付かされ、新会社へ参加を決意する。会社設立の日、怪しげな依頼人・ザザー星の少女ルルが訪れた。ルルはトイレ修理の依頼だと言ってトッピーたちと契約するが、実はザザー星はアマルログ星に侵略されつつあり、アマルログ軍に集団連行された同胞達を救出するための助っ人を探しに来ていたのだった。

### 第4篇・ダイム編
第27話 - 第32話。
ジラフが大学時代の恩師で生物学者のトンシー博士から引き受けた仕事は、コンテナを惑星クレイラに運ぶだけで大金が貰えるといううまい話だった。しかし、オンボロ宇宙船サジタリウス号は大気圏離脱時に大きな衝撃を受け、コンテナを破損してしまう。一行がコンテナの様子を調べにいくと、子犬ほどの大きさの謎の動物が船内を動き回っていた。まもなく、サジタリウス号は宇宙パトロールの臨検を受ける。彼らは火星の研究所から盗まれた珍獣・ダイムの卵を探しているという。コンテナの中身は実はダイムの卵で、コンテナ破損により孵化してしまったのである。トッピー達は逮捕され宇宙パトロールステーションに拘留される。だがステーションをフランケンと呼ばれる怪物を連れた謎の老婆ベリアルが襲撃。混乱の中、崩壊するステーションからダイムと共に脱出したサジタリウス号。しかしベリアルも船内に乗り込んでおり、一行を脅し惑星クレイラへと向かわせる。

### 第5編・デルタ星編
第33話 - 第36話。
寒風吹きすさぶ荒涼とした辺境の星デルタ星にやって来た一行。この星でかつてテラン文明を築いたといわれる、オルロッグ人の遺跡を発掘作業中の、イストリックス教授と助手を地球に連れて帰る仕事を、アン教授に紹介されて来たのだった。しかしイストリックス教授は、オルロッグ人の石像の発見によりもう少しでテラン文明の謎を解明できると、地球への帰還を拒否する。困惑するトッピー達だったが、無人の惑星で2年間一人で助手を務めた娘アミンサの落胆を知った教授は、地球への帰還を承諾する。しかしその夜、岩々の間を吹き抜ける風がオルガンのような音色を奏でる中、オルロッグ人の石像が突如動き出し、イストリックス教授と共に姿を消す。教授を探して地下遺跡に踏み込んだトッピー達は、太古に絶滅したはずのオルロッグ人と、彼らを管理する何者かが潜む異空間へと迷い込んでしまう。

### 第6編・物体Z編
第37話 - 第39話。
大学の研究室でジラフと一緒だったモラ博士は、故郷の不毛な星アロン星のために植物の成長を促進する物質“物体Z”を開発する。しかし物体Zは火と反応すると核反応を起こし、植物を突然変異させ動物を三日後に死に至らしめる死の灰を撒き散らすという欠点があった。そんな危険な物体Zをジラフは間違って捨ててしまい、その上物体Zは他のゴミと共にアロン星の焼却工場へと運ばれてしまう。奇しくもその工場の持ち主は、旧宇宙便利舎の社長であった。そして、物体Zを狙う悪党ケミカル一味もまた、アロン星へと向かう。しかしあと一歩のところで間に合わず、物体Zはトッピーたちの眼前で大爆発を起こしてしまう。

### 第7編・ブリルの宝編
第40話 - 第43話。
宇宙最高の宝が隠されているという伝説が残るブリル星。その付近を航行していたサジタリウス号は、ルアー星の自警団に海賊と間違われ襲撃を受け拿捕されてしまう。そこで考古学シンポジウムに参加するためルアー星を訪れていたアン教授と偶然再会。アン教授により海賊の嫌疑は晴れる。開放されたサジタリウス号のクルーはウラン鉱山のマルク社長に呼ばれ、海賊退治の仕事を莫大な報酬で依頼されるが、トッピーは危険すぎると断る。しかし、アン教授とシンポジウムに同行していた教授の幼馴染ルピアとの仲を誤解し嫉妬したジラフは、アン教授へ報酬で高価なプレゼントを買って良いところを見せようと考え、ラナと二人で海賊退治に出発してしまう。しかし、海賊の正体はマルクだった。マルクは輸送船を襲い一度売ったウランを奪い返して二度売り三度売りをし、拿捕した乗組員をブリル星の財宝発掘のために酷使していたのだった。マルクから持ちかけられた海賊退治の狂言をジラフが拒否したため、サジタリウス号はマルクに攻撃されブリル星に不時着してしまう。

### 第8編以降
ルナ王女編
第44話 - 第46話。ジラフはアン教授と新婚旅行でナルガン星へ。そこでジラフは瓜二つのおたずね者ピラフと間違われ、処刑されそうになる。ピラフは、暴君で親バカなナルガン王の娘ルナ王女と駆け落ちしてしまったのだ。ジラフとアン教授、ルナ王女と娘ミウ、そして農作物輸送中に寄航したトッピーたちまでも巻き込んだ逃避行の中、ルナ王女がジラフにミウの父親のふりを、自分の夫のふりをしてくれと頼んだため、ジラフとアン教授の間でも悶着が始まってしまう。
パラドン編
第47話 - 第49話。トッピーたちの次の仕事はビラキキ星の難民に救援物資を運ぶことだった。だがビラキキ星の人々は、せっかくの救援物資を怪鳥パラドンに捧げてしまう。当惑するトッピー達に、ビラキキ星の大統領ガミンは「パラドンは聖なる鳥として保護鳥にされている」と説明する。だがガミンは裏で救援物資の大半を横領していた。それを知って追われる身となったトッピー達は、ガミンに反抗する若者キキルとその恋人ビアンカと共に、パラドンの巣がある山へと逃げ込む。
宇宙カコ編
第50話 - 第52話。仕事が入らず、ラナは家族のために工場の臨時雇いに就いていた。その帰り、労働者へスープを無料奉仕している団体に出くわしたラナはスープを喜んで飲む。だが、スープを飲んだ人達は異様な幸福感に包まれ、朦朧とした状態でどこかへ連れ去られてしまう。いなくなったラナを探して途方に暮れていたトッピー達の元に、ラナと同様に父が集団蒸発したミーナという少女が、父を探してほしいと依頼に来る。ミーナは父から自分を探さないでという宇宙電子メールを受け取っていたが、トッピー達はこれは発信源を特定させて居場所を知らせるためのものではないか、ラナも同じ場所にいるのでは、と推察する。トッピー達はなんとか費用を工面し、サジタリウス号でメールの発信源へ向かうが、発信源付近で怪しげな小惑星に引き寄せられ不時着してしまう。そこでは、女王パラノアが、栽培が禁止されている麻薬植物「宇宙カコ」で作ったスープを飲ませて中毒状態にした労働者を、マインドコントロールして死ぬまで宇宙カコ農場で働かせる「楽園」を作っており、パラノアの正体は麻薬を密売する死の商人だった。トッピーとシビップもスープを飲み中毒状態になってしまうが、ただ一人スープを飲まなかったジラフは、ミーナの父に助けられる。
カリン登場編
第53話 - 第55話。新宇宙便利舎をカリンという子供が訪ねてくる。ドリアン星から来たというカリンは、とある地球人を探して欲しいという。しかし無一文のカリンはラナに追い払われてしまう。しかしラナの子供の一人を転落事故から救った事で、カリンはラナの家に居候させてもらうことになる。だが、カリンの父ジョシン博士がドリアン星の軍部への協力を拒否したため、軍部がカリンを人質に取ろうとカリンを追っていたのだった。
シビップ身売り編
第56話 - 第58話。ジョシン博士が亡命先を見つけるまでの間、カリンは地球に残って新宇宙便利舎の手伝いをする事になった。カリンのアイディアで宇宙ステーションに鮮魚を送るというサービスがヒットし便利舎の経営は軌道に乗りつつあった。カリンが皆の信頼を得る一方、仕事に貢献できないシビップは、居場所のなさを感じるようになっていた。なんとか役に立とうと頑張るシビップだったが、重要な契約に関わる書類を無くすという大きなミスをしてしまう。意気消沈するシビップの元に、故郷・ライララ村から母ハンヨウが病気になったという知らせが舞い込む。
デルダン編
第59話 - 第61話。アン教授の依頼で辺境の惑星デルダンに考古学調査の手伝いに来た新宇宙便利舎の一行。だが、調査のためにジラフが遺跡を傷つけたことで、先住民たちが騒ぎ出す。この星には怪物デルダンの伝説があり、デルダンをなだめるために生贄をささげねばならないというのだ。選ばれたのは村の娘マーラだった。アン教授は村人を迷信から解き放とうとマーラに代わってこっそりと生贄の籠に入り込む。
国境の壁編
第62話 - 第64話。とある星に故障で不時着したサジタリウス号。だがそこは、姉と弟をそれぞれ女王と国王として、西と東に分かれて争うアレエ国の国境だった。不時着の際に東西を寸断していた「憎しみの壁」をサジタリウス号で貫通してしまった一行はふたつの国で別れ別れに捕虜にされてしまう。そこへ国が分かれる間に王家の家庭教師を務めていた、ゴゼットなる男が現れる。
カニロボット編
第65話 - 第67話。物資の運搬でバルカン星へやって来たサジタリウス号。ところが仕事が詐欺だったため、報酬が得られず地球へ帰る費用がなくなってしまう。現地で仕事を探すトッピーだが見つからず、テレビに出ていた同い歳のバルカン星の英雄トライ少佐と自分の境遇を比べてため息をつく。一方、貸金屋に入ったラナはダイアナによる強盗現場に居合わせ巻き添えを食ってしまう。ジラフとシビップは仕事探しに疲れて入った酒場で歌姫リリィを酔客から救っていた。トッピー達は地球までの費用を得るため、トライ少佐、ダイアナ、リリィを客として地球まで乗せる事になり、バルカン星を飛び立つ。
アンドロメダの雫編
第68話 - 第70話。相変わらず新宇宙便利舎の経営が苦しい中、人工衛星の修理の仕事に向かったサジタリウス号は現地で超新星の爆発に遭遇してしまう。発生したブラックホールから退避しようとするも、サジタリウス号は損傷して航行不能になり、ある惑星の引力圏にひきこまれて不時着した。この極寒の星はブラックホールに吸い寄せられており、最期の時が刻一刻と迫っている状況であった。そんな中ジラフは氷に埋もれた地球の宇宙船を発見する。その宇宙船は宇宙一の宝石・アンドロメダの雫を運搬中に消息を絶ったナヒボス号だった。
カメの赤ちゃん編
第71話 - 第73話。コスモサービス社の下請けで、パスタン星にコンピュータゲームを届けに来たサジタリウス号。そこはA級からC級まで厳格な差別が存在する階級社会だった。階級社会に疑問を抱くC級の少年トニオは、サジタリウス号をハイジャックする。トニオはこの星の実力者ヘレン・トロヤンニの息子でA級の少年ピットン、B級の少女ロリアも巻き添えにして宇宙へ逃避行。ふとした誤解からパスタン星国防軍より攻撃を受けたサジタリウス号は、まもなく消滅するといわれる第七惑星へ不時着する。
フェロー編
第74話 - 第77話。依然として経営難で財政苦が続く新宇宙便利舎。ある日トッピーはピートから第二子懐妊を告げられる。少しでも生活の足しにしようと内職にいそしむピートやラナやジラフを見て、トッピーは自分に責任を感じて営業に回るも中々上手く行かない。そんな中、ある業者からルナール星にフルーツを輸送する仕事を依頼される。だがそれは、今のルナール星の空域には小惑星群が移動してきていることからどこも引き受けない危険な仕事だった。規定料金の倍の報酬と成功ボーナス、積み荷とサジタリウス号には保険をかけるので失敗しても損はしないというこの業者の甘言に乗せられ、トッピーはラナやジラフに小惑星群の事は伏せて独断でこの仕事を受けてしまう。
事情を知らないラナとジラフは大きな仕事を受けたと意気揚々だったが、小惑星群を迂回せずにそのまま進むトッピーから事情を説明され二人は激怒する。更に運の悪く脱出ポッドの発射用ハッチが故障で開かず船内はパニック状態に。トッピーは皆に謝りながらなんとか窮地を脱しようと試みるも小惑星にぶつかりサジタリウス号は中破して停船。その後、運良く救助隊に助けられ九死に一生を得たトッピーらだったが、地球に帰還後にサジタリウス号には保険などかけられてないことを知り、業者も倒産して会社はもぬけの殻だったことからトッピーは愕然とする。結局一文にもならなかった上に、この件に激怒し我慢の限界を超えたラナとジラフは、トッピーを糾弾して新宇宙便利舎を退社してしまう。ラナは遊園地職員に転職、ジラフは小説家を目指し皆別々の道を進むことになる。
残されたトッピーとシビップの二人は、何とか会社を立て直そうとサジタリウス号を必死で修理し、新たに請け負った安い運送の仕事で再び宇宙に飛び立つ。このフライトが上手く行けばこれから全てが上手く行くような気がする･･･、そう思いを抱いて新たに生まれてくる自分の子供の名前を考えながら航行してたが、サジタリウス号はシビップが修理した箇所が不十分だったことから故障する。作業用ポッドで船外修理に向かったトッピーだったが、運悪く事故に遭い搭乗したポッドごと宇宙に投げ出されてしまう。トッピーはシビップに最後の無線で次の子供の名前を告げる。「フェロー… 仲間… ひとは一人じゃ生きていけない… 一人じゃ生きていけないんだ！」と。一方、ジラフはサジタリウス号のメンバーをモデルに書いた小説が新人賞候補に選ばれる。ラナは遊園地内で担当していた宇宙船の乗り物が、本物のベテランパイロットが指導するという経歴が活きて子供らに好評を博し、この仕事が評価されて係長昇格をの辞令を受け、ようやく安定した生活の兆しが見え始めたところだった。トッピーの捜索が打ち切られ後のシビップは、ラナにトッピーの捜索続行の協力を仰ぐも、トッピーに不信感を抱いたままのラナは自分の生活を優先してこれを拒否。ジラフも先の事故のトラウマが原因で途中でノイローゼになり寝込んでいた。
そんな時にピートが倒れ病院に救急搬送されて入院してしまう。見舞いに訪れたシビップだったが、怪我をして病院に治療に来ていた宇宙便利舎の前社長と偶然出会う。シビップは前社長から自分の仕事の取引先の人より射手座のボアード星の牧場で働くトッピーに会ったという話を聞く。シビップは1人でもトッピーの捜索に向かおうとしたが、見かねたアン教授がジラフの代わりに同行して捜索に向かうことになった。だが、宇宙港での出発直前に、周りから説得されたラナと病床から復帰したジラフが、安定した第二の人生よりも友情を選びサジタリウス号に駆けつける。こうしてラナ、ジラフ、シビップ、アン教授ら4人はサジタリウス号に乗船しトッピー捜索へと向かうのだった。

## スタッフ
本作品と同じく日本アニメーションがアニメ制作を手がけ、TBS系列で放送されていたテレビアニメ『ミームいろいろ夢の旅』（1983年 - 1985年）に参加していたスタッフの多くが、そのままスライドする形で本作品にも参加している。
- 原作 - アンドレア・ロモリ
- 製作 - 本橋浩一
- 製作管理 - 高桑充
- 企画 - 佐藤昭司
- 脚本 - 一色伸幸、藤本信行、久樹晴美、城谷亜代、古長直美、松下幹夫
- 音楽 - 美野春樹
- 総作画監督 - 坂巻貞彦
- キャラクターデザイン - 坂巻貞彦、関修一、高野登
- 総美術監督 - 阿部泰三郎
- 美術監督 - 山口俊和、河野次郎
- 撮影監督 - 森田俊昭
- 録音監督 - 藤野貞義
- オープニング・エンディング作画 - 北原プロ
- 動画チェック - 白鳥真澄、三好正人、牧由尚、村田美樹子 他
- 背景 - スタジオロフト、スタジオWHO、ボア83、アートワークショップ、スタジオアクア、ブーメラン
- 美術助手・美術補 - 千葉みどり、藤田勉
- 彩画 - 伊良波淳子、田村至子、羽生田たか代、下地美江　　スタジオキリー - 岩切紀親、久保田滝子、森沢千代美、渡部真由美　宮崎アニメーションセンター　他
- 撮影 - トランスアーツ - 鳥越一志、細田恒生、杉山幸夫、松沢宏明、金沢章男、大久保宏孝、藤井秀生、大空佳史
- 色指定・検査 - 宇野薫、一瀬美代子
- 色指定助手 - 荒川英子、篠山智恵子
- 特殊効果 - 滝沢昭夫
- 編集 - 瀬山武司（前期のみ）、笠原義宏（後期のみ）
- タイトル - 道川昭
- 現像 - 東京現像所
- 録音制作 - 映像音響システム（現：サンオンキョー） - 会田昌克
- 効果 - 依田安文（フィズサウンド）
- 整音 - 佐藤守
- 録音スタジオ - 太平スタジオ、アバコスタジオ
- 制作デスク - 余語昭夫
- 制作進行 - 八重垣孝典、石井義光、山田直明、中村誠人、伊藤久夫、鈴木孝、宗岡幸男、安部吉晴、小林克規、小林正彦 他
- 演出助手 - 佐土原武之、石堂宏之、村山靖 他
- 設定制作 - 小林正彦
- プロデューサー - 宇都宮恭三（テレビ朝日）、松土隆二（日本アニメーション）
- 監督 - 横田和善
- 製作・企画 - 日本アニメーション
- 制作 - テレビ朝日、日本アニメーション

## 主題歌

### オープニングテーマ
「スターダストボーイズ」
作詞 - 阿久悠 / 作曲 - 鈴木キサブロー / 編曲 - 和泉一弥 / 歌 - 影山ヒロノブ / コーラス - こおろぎ'73

### エンディングテーマ
「夢光年」
作詞 - 阿久悠 / 作曲 - 鈴木キサブロー / 編曲 - 和泉一弥 / 歌 - 影山ヒロノブ / コーラス - こおろぎ'73

### OP・ED等のバリエーション
- オープニング冒頭のタイトル表示は、最初「スペースサジタリウス」と表示されるが、すぐに「スペース」の部分が反転して「宇宙船サジタリウス」のタイトルとなる演出になっている。また第1・2話とそれ以降では一部の演出も異なっており、第3話以降はシークエンスそのものは同じであるが、冒頭のタイトルロゴのフォントとカラーを変更し、背景を暗めの宇宙空間から明るい太陽光の差し込む地球の雲海上へと差し替えたものを使用している。
- 第4話に音声トラックの損傷があり、そのため現在のマスターではこの回のラナの台詞が1箇所聞き取れなくなっている[注 7]。
- 第35話のオルロッグ人が虐殺される流血シーンは本放送後に修正が加えられ、流血描写が若干控えられたものが現在マスターとして保存されている。オリジナル版は、DVD-BOXの全巻購入特典DVDに一般から提供された当時のビデオテープソースのものが収録された。
- 第76話における次回（最終話である77話）予告は通常通りトッピーのナレーションであったが、前述のスケジュールの都合により次週ではなく翌日に放映となったことから、併せて明晩放送という放送日時の案内も入った。これにより放送時間の異なる朝日放送に限り、次回予告は動画は同じながら主題歌「スターダストボーイズ」がBGMとして流れるだけというナレーション無しのものに差し替えられ、後に遅れネット局や再放送用に放送日時の告知の入っていないナレーションのバージョンも作られた。

## 各話リスト
| 話数                  | 放送日                | サブタイトル                         | 脚本                  | 絵コンテ              | 演出                  | 作画監督                 |
| 第1篇・ムー大陸の謎編 | 第1篇・ムー大陸の謎編 | 第1篇・ムー大陸の謎編                | 第1篇・ムー大陸の謎編 | 第1篇・ムー大陸の謎編 | 第1篇・ムー大陸の謎編 | 第1篇・ムー大陸の謎編    |
| --------------------- | --------------------- | ------------------------------------ | --------------------- | --------------------- | --------------------- | ------------------------ |
| 第1話                 | 1986年 1月10日        | 消えた美人教授を追え!                | 一色伸幸              | 横田和善              | 横田和善              | 菅原浩喜                 |
| 第2話                 | 1月17日               | 謎の異星人!? シビップ現わる          | 一色伸幸              | 佐藤博暉              | 佐藤博暉              | 高橋昇                   |
| 第3話                 | 1月24日               | 追跡! トッピー危機一髪               | 一色伸幸              | 鈴木孝義              | 鈴木孝義              | 菅原浩喜                 |
| 第4話                 | 1月31日               | 空とぶ蛇! 赤ちゃん怪獣を救え         | 一色伸幸              | 横田和善              | 横田和善              | 高橋昇                   |
| 第5話                 | 2月7日                | ライララ村は不思議な村               | 一色伸幸              | 佐藤博暉              | 佐藤博暉              | 菅原浩喜                 |
| 第6話                 | 2月14日               | アン教授の恋の秘密兵器               | 一色伸幸              | 鈴木孝義              | 鈴木孝義              | 高橋昇                   |
| 第7話                 | 2月21日               | ケンカをやって幸せになろう           | 一色伸幸              | 斉藤次郎              | 斉藤次郎              | 菅原浩喜                 |
| 第8話                 | 2月28日               | 強盗こそすてきな商売!                | 一色伸幸              | 佐藤博暉              | 佐藤博暉              | 高橋昇                   |
| 第9話                 | 3月7日                | 死の山の魔王の正体は?                | 一色伸幸              | 鈴木孝義              | 鈴木孝義              | 菅原浩喜                 |
| 第10話                | 3月14日               | 子供にわからない親の気持ち           | 一色伸幸              | 早川啓二              | 斉藤次郎              | 小和田良博               |
| 第11話                | 3月21日               | 謎の消える怪獣・ガルの襲撃           | 一色伸幸              | 佐藤博暉              | 佐藤博暉              | 高橋昇                   |
| 第12話                | 3月28日               | 意外、シビップは魔王の変身!          | 一色伸幸              | 鈴木孝義              | 鈴木孝義              | 菅原浩喜                 |
| 第13話                | 4月11日               | まさか! シビップの歌のヒミツ         | 一色伸幸              | 横田和善              | 横田和善              | 朝倉隆 高橋昇            |
| 第2篇・スイード編     |                       |                                      |                       |                       |                       |                          |
| 第14話                | 4月25日               | 未知の星の王女パルバラ姫             | 藤本信行              | 佐藤博暉              | 佐藤博暉              | 菅原浩喜                 |
| 第15話                | 5月2日                | 逃げたらあかん! 魔王のワナだ         | 藤本信行              | 早川啓二              | 斉藤次郎              | 高橋昇 石川哲也          |
| 第16話                | 5月9日                | 花に酔ったらおしまいよ               | 藤本信行              | 鈴木孝義              | 鈴木孝義              | 菅原浩喜                 |
| 第17話                | 5月16日               | ナント! もうひとりの僕が…君がいる    | 藤本信行              | 横田和善              | 横田和善              | 朝倉隆 石川哲也          |
| 第18話                | 5月23日               | 森が泣く! 地面が血を流す             | 藤本信行              | 早川啓二              | 斉藤次郎              | 高橋昇                   |
| 第19話                | 5月30日               | 最終兵器スイードの謎                 | 藤本信行              | 佐藤博暉              | 佐藤博暉              | 菅原浩喜                 |
| 第3篇・ザザー星編     |                       |                                      |                       |                       |                       |                          |
| 第20話                | 6月6日                | 肉がなくてもラザニアは最高の味       | 一色伸幸              | 早川啓二              | 鈴木孝義              | 高橋昇 石川哲也          |
| 第21話                | 6月13日               | 子供を返せ! 恋人に逢いたい           | 一色伸幸              | 早川啓二              | 斉藤次郎              | 朝倉隆 菅原浩喜          |
| 第22話                | 6月20日               | えっ! ルルとジラフは傘マーク         | 一色伸幸              | 小金井良一            | 大町繁                | 飯村一夫                 |
| 第23話                | 6月27日               | 美女になったラナ子さん               | 一色伸幸              | 佐藤博暉              | 佐藤博暉              | 高橋昇                   |
| 第24話                | 7月4日                | 死んだフリして死んだラナ!?           | 一色伸幸              | 鈴木孝義              | 鈴木孝義              | 石川哲也                 |
| 第25話                | 7月11日               | 銃声に消えた幻のトランペット         | 一色伸幸              | 小金井良一            | 斉藤次郎              | 小泉謙三                 |
| 第26話                | 7月18日               | 最終兵器に勝った武器                 | 一色伸幸              | 横田和善              | 横田和善              | 朝倉隆 菅原浩喜          |
| ダイム編              |                       |                                      |                       |                       |                       |                          |
| 第27話                | 7月25日               | 消えゆく珍獣ダイム登場               | 藤本信行              | 佐藤博暉              | 佐藤博暉              | 高橋昇                   |
| 第28話                | 8月8日                | 怪物を可愛い息子と言う老婆           | 藤本信行              | 鈴木孝義              | 斉藤次郎              | 石川哲也                 |
| 第29話                | 8月29日               | ダイムの皮膚を狙え!                  | 藤本信行              | 斉藤次郎              | 斉藤次郎              | 朝倉隆 高橋昇            |
| 第30話                | 9月5日                | スター誕生! ラナ舞い上がる           | 藤本信行              | 佐藤博暉              | 佐藤博暉              | 石川哲也                 |
| 第31話                | 9月12日               | 怪物フランケンの裏切り               | 藤本信行              | 早川啓二              | 斉藤次郎              | 高橋昇                   |
| 第32話                | 9月19日               | 滅びゆく動物達に捧げる挽歌           | 藤本信行              | 横田和善              | 横田和善              | 朝倉隆 石川哲也          |
| デルタ星編            |                       |                                      |                       |                       |                       |                          |
| 第33話                | 10月10日              | 死の惑星のすすり泣くオルガン         | 藤本信行              | 早川啓二              | 佐藤博暉              | 武内啓                   |
| 第34話                | 10月31日              | 石像が動いた! 襲ってくる…            | 藤本信行              | 早川啓二              | 斉藤次郎              | 石川哲也                 |
| 第35話                | 11月7日               | "働ケナイ者ハ消セ!"                  | 藤本信行              | 鈴木孝義              | 鈴木孝義              | 武内啓                   |
| 第36話                | 11月21日              | 死を呼ぶサイレンVSシビップの歌       | 藤本信行              | 佐藤博暉              | 佐藤博暉              | 石川哲也                 |
| 物体Z編               |                       |                                      |                       |                       |                       |                          |
| 第37話                | 11月28日              | 焼却炉に捨てられた謎の物体Z          | 久樹晴美              | 横田和善              | 横田和善              | 朝倉隆 高橋昇            |
| 第38話                | 12月5日               | 巨人シビップを撃ったラナ             | 久樹晴美              | 斉藤次郎              | 斉藤次郎              | 武内啓                   |
| 第39話                | 12月12日              | 絶体絶命! 遂に…死の灰の汚染          | 久樹晴美              | 鈴木孝義              | 鈴木孝義              | 石川哲也                 |
| ブリルの宝編          |                       |                                      |                       |                       |                       |                          |
| 第40話                | 12月19日              | 男の嫉妬で海賊退治                   | 一色伸幸              | 佐藤博暉              | 佐藤博暉              | 朝倉隆 武内啓            |
| 第41話                | 12月26日              | えっ! 海賊の正体はマルク社長         | 一色伸幸              | 大町繁                | 大町繁                | 石之博和                 |
| 第42話                | 1987年 1月9日         | 迷宮の黄金伝説                       | 一色伸幸              | 横田和善              | 横田和善              | 石川哲也                 |
| 第43話                | 1月16日               | 黄金伝説の意外な秘密                 | 一色伸幸              | 斉藤次郎              | 斉藤次郎              | 高野登 武内啓            |
| ルナ王女編            |                       |                                      |                       |                       |                       |                          |
| 第44話                | 1月23日               | ウッソォ! ジラフが二重結婚!?         | 城谷亜代              | 鈴木孝義              | 鈴木孝義              | 石川哲也                 |
| 第45話                | 1月30日               | ナント! 新婚旅行が離婚旅行           | 城谷亜代              | 佐藤博暉              | 佐藤博暉              | 朝倉隆 武内啓            |
| 第46話                | 2月6日                | 火炎放射器に勝った焼きイモ           | 城谷亜代              | 小金井良一            | 斉藤次郎              | 石川哲也 武内啓          |
| パラドン編            |                       |                                      |                       |                       |                       |                          |
| 第47話                | 2月13日               | 怪鳥パラドンをあやつる大統領         | 城谷亜代              | 早川啓二              | 大町繁                | 石之博和                 |
| 第48話                | 2月20日               | 砲弾が…雪崩が…怪鳥が襲う!            | 城谷亜代              | 佐藤博暉              | 佐藤博暉              | 朝倉隆 石川哲也          |
| 第49話                | 2月27日               | 死刑台のパラドン祭り                 | 城谷亜代              | 鈴木孝義              | 鈴木孝義              | 石川哲也 武内啓          |
| 宇宙カコ編            |                       |                                      |                       |                       |                       |                          |
| 第50話                | 3月6日                | 消えたラナ! うまいスープの罠         | 藤本信行              | 斉藤次郎              | 斉藤次郎              | 朝倉隆 石川哲也          |
| 第51話                | 3月13日               | 超美人パラノアの恐るべき正体         | 藤本信行              | 斉藤次郎              | 斉藤次郎              | 朝倉隆 石川哲也          |
| 第52話                | 3月20日               | トッピーを噛め! 猛毒昆虫             | 藤本信行              | 鈴木孝義              | 鈴木孝義              | 朝倉隆 石川哲也          |
| カリン登場編          |                       |                                      |                       |                       |                       |                          |
| 第53話                | 3月27日               | 113才の子供カリン登場!!              | 城谷亜代              | 横田和善              | 横田和善              | 石川哲也 武内啓          |
| 第54話                | 4月10日               | 女スパイを母と慕うカリン             | 城谷亜代              | 小金井良一            | 斉藤次郎              | 朝倉隆 武内啓            |
| 第55話                | 4月17日               | カリンの最後! シビップ泣く           | 城谷亜代              | 鈴木孝義              | 鈴木孝義              | 石川哲也                 |
| シビップ身売り編      |                       |                                      |                       |                       |                       |                          |
| 第56話                | 4月24日               | 助けてェ〜〜ペポ!! シビップ故郷へ    | 藤本信行              | 大町繁                | 大町繁                | 石之博和                 |
| 第57話                | 5月1日                | お願い!! シビップ買って下さい        | 藤本信行              | 小金井良一            | 斉藤次郎              | 小川隆雄                 |
| 第58話                | 5月8日                | 遂に、シビップはく製になる…!?        | 藤本信行              | 早川啓二              | 横田和善              | 朝倉隆 武内啓            |
| デルダン編            |                       |                                      |                       |                       |                       |                          |
| 第59話                | 5月15日               | アン教授・怪物デルダンのいけにえに…  | 藤本信行              | 小金井良一            | 斉藤次郎              | 石川哲也                 |
| 第60話                | 5月22日               | ラナ怪物退治の神様になる             | 藤本信行              | 鈴木孝義              | 花井信也              | 小川隆雄 武内啓          |
| 第61話                | 5月29日               | アッと驚く怪物デルダンの意外な正体   | 藤本信行              | 小金井良一            | 斉藤次郎              | 石川哲也                 |
| 国境の壁編            |                       |                                      |                       |                       |                       |                          |
| 第62話                | 6月5日                | 国境の壁になったサジタリウス号       | 古長直美              | 大町繁                | 大町繁                | 石之博和                 |
| 第63話                | 6月12日               | 女王をもてあそぶゴゼット教師の陰謀   | 古長直美              | 鈴木孝義              | 鈴木孝義              | 朝倉隆 小川隆雄          |
| 第64話                | 6月19日               | ゴゼット教師遂に国王となる!          | 古長直美              | 小金井良一            | 花井信也              | 石川哲也 武内啓          |
| カニロボット編        |                       |                                      |                       |                       |                       |                          |
| 第65話                | 7月3日                | 3人の奇妙な乗客と死の星へ不時着!?    | 松下幹夫              | 斉藤次郎              | 斉藤次郎              | 朝倉隆 小川隆雄          |
| 第66話                | 7月10日               | トッピーを見殺しにしたトライ少佐     | 松下幹夫              | 横田和善              | 横田和善              | 石川哲也 武内啓          |
| 第67話                | 7月24日               | 札束で防げ! カニロボットの襲撃       | 松下幹夫              | 鈴木孝義              | 鈴木孝義              | 小川隆雄 石川哲也 武内啓 |
| アンドロメダの雫編    |                       |                                      |                       |                       |                       |                          |
| 第68話                | 7月31日               | やったぁ! 宇宙一の宝石を発見         | 藤本信行              | 小金井良一            | 花井信也              | 朝倉隆 石川哲也          |
| 第69話                | 8月7日                | 俺達はぜい沢ざんまい大金持ち         | 藤本信行              | 大町繁                | 大町繁                | 石之博和                 |
| 第70話                | 8月21日               | 心をまどわす秘宝の恐しい輝き         | 藤本信行              | 斉藤次郎              | 斉藤次郎              | 武内啓                   |
| カメの赤ちゃん編      |                       |                                      |                       |                       |                       |                          |
| 第71話                | 8月28日               | えっ! ハイジャック犯人はC級の少年    | 城谷亜代              | 小金井良一            | 花井信也              | 朝倉隆 石川哲也          |
| 第72話                | 9月4日                | 第七惑星は天国れずか地獄れずか?      | 城谷亜代              | 鈴木孝義              | 鈴木孝義              | 石川哲也 武内啓          |
| 第73話                | 9月11日               | 生きぬけ! がんばれ!カメの赤ちゃん    | 城谷亜代              | 斉藤次郎              | 斉藤次郎              | 石川哲也 石井秀一        |
| フェロー編            |                       |                                      |                       |                       |                       |                          |
| 第74話                | 9月18日               | いちかばちか! トッピー遂に死の輸送便 | 藤本信行              | 花井信也              | 花井信也              | 朝倉隆 武内啓            |
| 第75話                | 9月25日               | 便利舎解散! 全員ばらばらトラバーユ   | 藤本信行              | 大町繁                | 大町繁                | 石之博和                 |
| 第76話                | 10月2日               | 暗黒の宇宙へ一人で消えたトッピー     | 藤本信行              | 大町繁                | 大町繁                | 朝倉隆 武内啓            |
| 第77話                | 10月3日               | 別人? 記憶喪失? うりふたつのトッピー | 藤本信行              | 横田和善              | 横田和善              | 石川哲也 武内啓          |

## 放送局
※印は時差ネット
- テレビ朝日（制作局）
- 北海道テレビ
- 青森放送（当時は日本テレビ系列とのクロスネット）
- 東日本放送
- 秋田テレビ（当時はフジテレビ系とのクロスネット、1987年3月で打ち切り[注 8]）
  - 未放映分は後年、秋田放送（日本テレビ系）にて1988年頃に平日 5:57 - 6:27に放送[7]。
- 山形放送（当時は日本テレビ系とのクロスネット）
- 福島放送
- テレビ山梨（TBS系）※
- 新潟テレビ21
- テレビ信州（当時は日本テレビ系列とのクロスネット）
  - 前述の通り、最終話は同時ネットで放送されず、後日遅れネットを実施。
- 静岡けんみんテレビ（現：静岡朝日テレビ）
- 北日本放送（日本テレビ系列、第56話で打ち切り）※
- 名古屋テレビ
- 朝日放送（現：朝日放送テレビ）
  - 前述の通り、最終話のみ17:55 - 18:25にて先行ネットを実施。
- 瀬戸内海放送
- 広島ホームテレビ
  - プロ野球広島東洋カープ主催ゲームの中継時、後日に遅れネットとなる場合があった。
- 山口放送（当時は日本テレビ系とのクロスネット）※
- 九州朝日放送
- テレビ熊本（当時はフジテレビ系とのクロスネット）
- 鹿児島放送
- 琉球放送（TBS系、本放送終了後、1988年頃に月曜 - 木曜 17:00 - 17:30に放送[8]）※

## 原作漫画
『ALTRI MONDI』
- 第1巻「Fuga su Issar（イッサルの逃走）」ISBN 978-8893214254
- 第2巻「Il Demone di Azul（アズールの悪魔）」ISBN 978-8893216135
- 第3巻「L'ultima fortezza（最後の砦）」ISBN 978-8892638952
- 第4巻「Crab Nebula（かに星雲）」ISBN 978-8893325134
- 第5巻「Lo specchio dei mondi（世界の鏡）」ISBN 978-8892634848
- 第6巻「Kthalon」掲載ページ

※いずれも日本語版未発売。
※原型となった作品に「Avventura su Efesto (エフェストでの冒険)」がある。

## 関連商品
映像作品
- 『宇宙船サジタリウス VHS (1)-(8)』（第26話まで収録のVHS、徳間ジャパンコミュニケーションズ、1988）
- 『宇宙船サジタリウス DVD-BOX (1)-(3)』（全話収録のDVD-BOX、1BOXディスク5枚×3の計15枚収録、ムービック、2001）公式サイトで予約購入すると以下のCD3枚を特典で貰えた。
  - THE SPACE SAGITTATIUS DVD-BOX SPECIAL DISC1 INTRODUCTION DRAMA CD（コロちゃんパックに収録されていたミニドラマの再録。第1話を約10分にまとめたダイジェスト的な内容になっている）
  - THE SPACE SAGITTATIUS DVD-BOX SPECIAL DISC2 MEMORIAL BGM COLLECTION（宇宙船サジタリウス 歌と音楽集をCD化した際に未収録になっていた5曲を収録。後に発売された歌と音楽の旅に5曲とも収録されている）
  - THE SPACE SAGITTATIUS DVD-BOX SPECIAL DISC3 SPECIAL MESSAGE CD（シビップ役の堀江美都子のメッセージが10分程度収録されている）
- 『宇宙船サジタリウス DVD (1)-(15)』（全話収録の単品DVD、ムービック、2002）
- 『宇宙船サジタリウス DVD-BOX (1)-(2)』（全話収録のDVD-BOX再発売、BOX1はディスク9枚、BOX2はディスク10枚収録、CCRE、2010.1）
  - DVD化の実現は、ファンの署名活動によって成されたことがDVD-BOXのブックレットに記されている。また、署名には本作品のライター陣に名を連ねていた一色伸幸、藤本信行の名前も含まれている。2010年2月3日よりDVDレンタル（各巻4話収録）も開始されたが、直後に同社が倒産したことにより、第12巻（第48話まで）をリリースしたところで打ち切りとなった。GYAO!ストア内の日本アニメーション公式サイトでは、第77話まで有料動画配信も行われている。
- 『宇宙船サジタリウス BD-BOX[9]』（全話収録のBD-BOX、NBCユニバーサル・エンターテイメントジャパン、2014.12.10）
  - 放送当時の設定画や制作初期資料を収録したブックレット、テレビ放送前に収録されたパイロット版映像、放送当時の番組宣伝映像集などが特典として収録されている[10]。

サウンドトラック
- 『宇宙船サジタリウス 歌と音楽集』（サントラカセット、COLUMBIA、1987）
- 『宇宙船サジタリウス 歌と音楽集』（サントラCD、COLUMBIA、1988）
- 『放映20周年記念盤 宇宙船サジタリウス 歌と音楽の旅』（サントラCD、COLUMBIA、2006）

書籍
- 『宇宙船サジタリウス テレビえほんシリーズ』（ひかりのくに）
- 『小学館のテレビ名作 宇宙船サジタリウス』（小学館）※全3巻
- 『コロちゃんパック　宇宙船サジタリウス』（絵本つき　主題歌・挿入歌集　カセット、COLUMBIA、1986）
- 『飛び出すコロちゃんパック　宇宙船サジタリウス』（飛び出す絵本つき　主題歌とミニドラマ収録　カセット、COLUMBIA、1986）
- 『宇宙船サジタリウス』（藤本信行著、朝日ソノラマ、1987）※ノベライズ版。2話あり、内容は1話目はオリジナル、2話目は上記シビップ身売り編。
- 『宇宙船サジタリウス フィルムコミック』（角川文庫、1987）

## その他
上述のようにラナの好物がラザニアであり、作中の台詞に登場したり食事シーンが描かれることも多い。当時の日本ではラザニアの認知度は低く、この番組でラザニアを知ったり、視聴者である子供たちのあこがれの食べ物にもなった。